# El Refugio (El Salvador)
El Refugio es un distrito del municipio de Ahuchapán Norte del Departamento de Ahuachapán. Tiene un área de 11,01 km² y una población de 9,827 habitantes según resultados del censo salvadoreño de 2024. Para su administración el municipio se divide en 3 cantones, los cuales son: Comapa, El Rosario y San Antonio.
Hasta el 30 de abril de 2024 fue un municipio, pero con la reorganización municipal aprobada en junio de 2023 pasó a ser un distrito del nuevo municipio de Ahuachapán Norte.
| Censo | Población | Cambio | Porcentaje |
| ----- | --------- | ------ | ---------- |
| 2007  | 8 171     | N/D    | N/D        |
| 2024  | 9 827     | 1 656  | 20.3%      |

## Historia
En el 20 de febrero de 1879, la cámara de diputados de la Asamblea General emitieron un decreto legislativo que erigió la aldea El Rosario en pueblo con el nombre de El Refugio, segregándola de la jurisdicción del entonces municipio de Atiquizaya. El decreto fue aprobado por el senado en el 27 de febrero y es ratificado por el gobierno del presidente Rafael Zaldívar en el 28 de febrero; el decreto legislativo fue publicado en el Diario Oficial el 4 de marzo.
Con la creación del municipio, salieron a luz cuestiones sobre los límites jurisdiccionales de los municipios de Chalchuapa y Atiquizaya. En el 2 de abril de 1879, el gobierno acordó comisionar a los geómetras César López y Andrés Van Severen para que acompañados de los síndicos municipales de Chalchuapa, Atiquizaya y El Refugio procedan al reconocimiento de los límites jurisdiccionales de los municipios.